# 歩兵第68連隊
歩兵第68連隊（ほへいだい68れんたい、歩兵第六十八聯隊）は、大日本帝国陸軍の連隊のひとつ。

## 沿革
- 1907年（明治40年）11月1日 - 大津歩兵第9連隊兵営内で事務を開始[1]。
- 1908年（明治41年）

3月7日 - 岐阜県稲葉郡北長森村の新設兵営に移転。
5月8日 - 軍旗拝受
- 1918年（大正7年） - シベリア出兵に従軍、ザバイカル方面などで戦う
- 1919年（大正8年）6月 - ウラジオストック到着後は2ヶ月同地の警備に就く
- 1928年（昭和3年）5月 - 済南事件に出動
- 1929年（昭和4年）1月 - 岐阜県内で発生した暴動（犀川事件）の警戒に留守隊が出動[3]
- 1934年（昭和9年）4月 - 満州梨樹鎮地区の警備に就く
- 1936年（昭和11年）5月 - 帰還
- 1937年（昭和12年）

8月 - 動員下令
8月23日 - 呉淞に上陸、激戦の末上海に進出、その後南京攻略戦に参加
- 1938年（昭和13年）5月 - 徐州会戦に参加
- 1939年（昭和14年） - 襄東作戦などに参加
- 1940年（昭和15年） - 漢水作戦に参加
- 1941年（昭和16年） - 長沙作戦などに参加
- 1942年（昭和17年） - 浙贛作戦などに参加
- 1943年（昭和18年） - 湖北省内にて作戦する
- 1944年（昭和19年） - 湘桂作戦に参加
- 1945年（昭和20年） - 都安作戦や湘桂反転作戦に参加

8月 - 終戦

## 歴代連隊長
| 代 | 氏名       | 在任期間              | 備考 |
| -- | ---------- | --------------------- | ---- |
| 1  | 福原銭太郎 | 1907.10.22 -          | 中佐 |
| 2  | 中島正武   | 1909.5.20 - 1910.6.4  |      |
| 3  | 高木練吉   | 1910.6.4 - 1912.9.30  |      |
| 4  | 岩崎初太郎 | 1912.9.30 - 1915.8.10 |      |
| 5  | 宮地久寿馬 | 1915.8.10 - 1917.8.6  |      |
| 6  | 金田房吉   | 1917.8.6 -            |      |
| 7  | 杉彦二     | 1920.8.10 -           |      |
| 8  | 守房太郎   | 1922.2.8 - 1923.8.6   |      |
| 9  | 中川金蔵   | 1923.8.6 -            |      |
| 10 | 沖直道     | 1924.7.12 -           |      |
| 11 | 石坂弘毅   | 1926.7.28 -           |      |
| 12 | 高橋為一郎 | 1929.8.1 -            |      |
| 13 | 小出治雄   | 1932.4.11 -           |      |
| 14 | 吉本貞一   | 1933.12.20 -          |      |
| 15 | 吉沢忠男   | 1936.3.3 -            |      |
| 16 | 鷹森孝     | 1937.8.2 -            |      |
| 17 | 加藤鑰平   | 1938.7.15 -           |      |
| 18 | 島村英次郎 | 1939.8.1 - 9.8        | 戦死 |
| 19 | 的野憲三郎 | 1939.9.10 -           |      |
| 20 | 柴田芳三   | 1942.3.2 -            |      |
| 21 | 橋本熊吾   | 1943.3.1 -            |      |
| 末 | 川崎貞弐   | 1944.12.11 -          |      |